# 神奈川県道719号鴨ノ宮停車場線
神奈川県道719号鴨ノ宮停車場線（かながわけんどう719ごう かものみやていしゃじょうせん）は、神奈川県小田原市の東海道本線鴨宮駅と国道1号交点を結ぶ一般県道。駅名の表記は「鴨宮」であるが、道路の名称での表記は「鴨ノ宮」となっている。

## 概要
- 総延長：1.3km
- 起点：小田原市鴨宮 鴨宮駅北口
- 終点：小田原市酒匂・西酒匂 連歌橋交差点（国道1号・西湘バイパス交点）
- Google マップ

## 通過する自治体
- 神奈川県
  - 小田原市

## 経路および交差・接続する道路・河川・鉄道
- 神奈川県小田原市
  - 鴨宮駅北口
  - 畝田ガード下交差点（神奈川県道718号鴨ノ宮停車場矢作線）
  - 立体交差（東海道本線）
  - 篭場交差点（神奈川県道720号怒田開成小田原線）
  - 橋梁（名称不明）（下菊川）
  - 連歌橋交差点（国道1号・西湘バイパス）

## 重複区間
- 鴨宮駅北口 - 畝田ガード下交差点（神奈川県道718号鴨ノ宮停車場矢作線）

## 周辺の施設
- 鴨宮駅
- 小田原市立富士見小学校
- 湘南鴨宮自動車学校
- 西湘バイパス酒匂インターチェンジ